# Martin Heidegger et Martin Luther

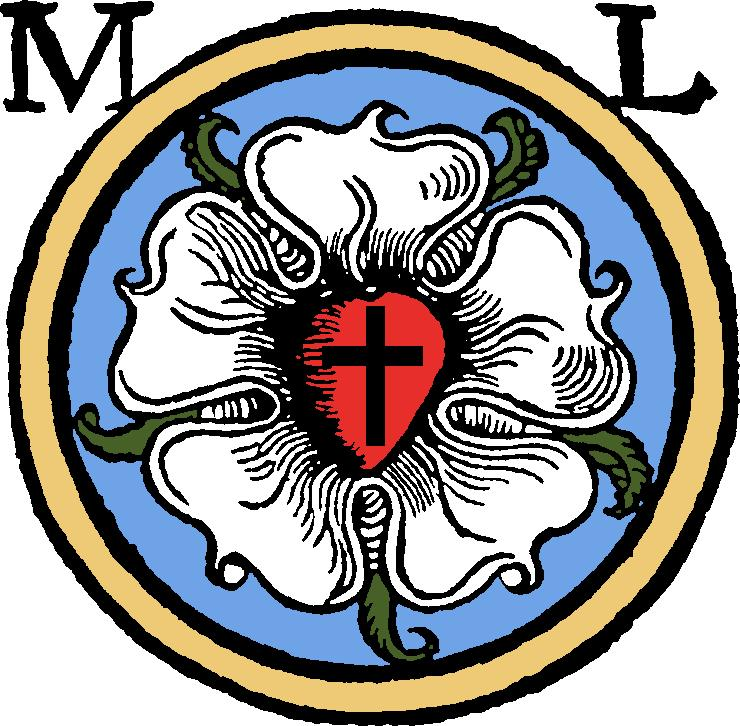
LutherRose

Dans ses premières explorations du phénomène de l'existence, Martin Heidegger s'est particulièrement inspiré  du grand réformateur Martin Luther (1483-1546), à qui il attribue le mérite d'avoir ouvert, accessoirement à sa visée théologique, la voie à ce qu'il appelait, à cette époque, une « science originaire de la vie ». Bien que les références explicites textuelles à Luther  soient peu nombreuses, les commentateurs s'accordent à lui reconnaître une influence souterraine importante, chez un philosophe, qui de son côté, n'a pas hésité à qualifier le jeune Luther d'accompagnateur  Begleiter.  Heidegger confie dans la préface du dernier cours de Fribourg en 1923 « Mon compagnon de route dans la recherche fut le jeune Luther et mon modèle Aristote que le premier haïssait » .
C'est sous l'influence de Schleiermacher, auquel il s'était intéressé dès 1917 et qui prônait le retour à « l'expérience vécue », que Heidegger entreprit la lecture de Martin Luther. Dans le Luther qui récuse la tradition scolastique, et dans sa violence interprétative, Heidegger va trouver, les ressources nécessaires qui lui permettront d'accéder, par-dessus cette tradition à l'expérience originelle des grecs, et précisément à un nouvel Aristote, demeuré méconnu jusqu'ici.
L'influence du grand Réformateur ne se limite d'ailleurs pas à l'interprétation des phénomènes néo-testamentaires relatif à l'existence humaine mais s'étend à la critique (la Déconstruction) des doctrines aristotéliciennes du mouvement, du premier moteur immobile et du principe de l'antériorité de l'acte sur la puissance. En 1924, Heidegger donne une conférence remarquée sur « le problème du péché chez Luther », à l'occasion d'un séminaire dirigé par Rudolf Bultmann, théologien protestant. 
Bien que venu du catholicisme, Heidegger impressionne par la profondeur de ses analyses, le célèbre théologien  qui manifeste un grand intérêt notamment dans son exégèse des thèses de Luther. On peut dire que les théologiens protestants de Marbourg, venus de la théologie historique et libérale, trouvèrent dans ce philosophe catholique, l'occasion de « renouveler le sens kérygmatique de l'Évangile » ,dont le propre est d'éveiller l'homme au sens de son existence, faite d'insécurité et d'inquiétude  le Bekümmerung, d'une prise de conscience de l'indisponibilité totale de l'avenir, qui se traduit par le maintien de l'« être-là », dans un temps immaitrisable, le temps« kairologique ».
Deux articles connexes Phénoménologie de la vie religieuse et l'article sur le théologien Rudolf Bultmann, nous donnent les raisons de l'intérêt du philosophe pour l'expérience de vie des premiers chrétiens  au temps des épîtres de Paul. Ils sont à lire et à prendre préalablement en compte pour comprendre l'apport spécifique de l'interprétation de Martin Luther et les ressources conceptuelles qui ont pu en être tirées par Heidegger, notamment dans son livre majeur Être et Temps pour la détermination du concept de Dasein.
L'essentiel du contenu de l'article, est tiré de la contribution intitulée, « le problème du péché chez Luther », de Christian Sommer au  livre « Le jeune Heidegger 1909-1926 », comprenant la traduction de la conférence de 1924 de Martin Heidegger « Le problème du péché chez Luther 1924 » ainsi qu'un ensemble très important de notes de valeur.

## Les traits saillants de la facticité chrétienne
Heidegger s'est convaincu, au cours de ses premiers travaux, que la recherche d'un fondement et d'un point d'appui solide pour la philosophie impliquait un retour vers la vie concrète, l'expérience vécue, qu'il appellera  vie facticielle, seule origine et source du sens. Après avoir lu Saint Paul, il va voir dans le christianisme primitif (néo-testamentaire), centré par essence sur le « monde du soi » et la sauvegarde de l'être intime du chrétien, l'exemple historique le plus documenté  pour la compréhension de la « vie facticielle »(voir Phénoménologie de la vie religieuse). « Le « monde du soi » pris en compte par les premiers chrétiens est celui dans lequel ils engagent leur vie entière dans un travail constant d'amélioration qui seul témoignera pour eux lors de la parousie ».
Ce que d'autres ont appelé la « tapisserie de la vie» pour en souligner la complexité s'expose comme souci, angoisse du lendemain, ( Paul dit que la parole a été reçue au milieu de beaucoup de tribulations- I-Thessaloniciens, 1,6), vigilance, sentiment du danger du monde, insécurité permanente, indisponibilité de l'avenir, autant de traits qui inscrivent le chrétien et tout homme soucieux de son être dans un temps, qui n'est plus le temps programmable et prévisible mais dans le temps incertain de l'instant à saisir, le temps |kairologique.
Ce qui donc ressort comme phénomène dominant de l'Herméneutique de la vie, et apparaît amplement confirmé dans le vécu du chrétien, c'est l'Inquiétude qui dominera toute l'analytique existentiale . La vie comme ce qui se déroule dans le temps est soucieuse, « inquiète » et concentre tous ses efforts à tenter de se sécuriser au risque de s'oublier dans les tentations qu'offre le monde au point d'en devenir l'esclave. C'est chez Paul qu'on trouve le sentiment le plus vif de l'impuissance due au péché conçu justement comme cet « esclavage » auprès du monde. On note déjà, chez Paul, mais aussi dans les Évangiles, son caractère oppressant alors qu'il hypothèque tous nos choix, qu'il habite en nous et qu'il nous récompense par la mort.
Chez Augustin l'esprit de l'homme dans sa condition déchue est incapable de voir le vrai bien, cette erreur sur la nature du bien n'est pas la conséquence d'un choix libre mais de la souillure indélébile du « péché originel ».
Par la suite, Heidegger, note l'évolution du concept de « péché » au sein même de la théologie, devenu privation d'un bien (privatio boni) chez les Scolastiques, pour apparaître chez Maître Eckhart Das Nicht comme le Néant : le péché résultant d'une fixation de la volonté sur tout ce qui n'est pas Dieu lui-même; or le monde en tant que tel est la sphère des affects non motivés en Dieu.
Après l'intermède scolastique, Luther fait retour à l'expérience néo-testamentaire, plus rigoureuse, sous le signe de la croix et de la passion. La « théologie de la croix » va constituer la base doctrinale de la critique luthérienne de la Scolastique « aristotelo-thomiste ». Heidegger, a été profondément imprégné par cette vision luthérienne, c'est pourquoi les commentaires des épîtres paulinienne sont  manifestement influencés par la « theologia crucis ».

## La formalisation des concepts

### De l'inquiétude existentielle au concept de Souci
C'est sans doute à partir d'une expérience de foi personnelle, dans sa jeunesse, expérience confortée par la lecture assidue du Nouveau Testament, et notamment des  épîtres pauliniennes, comme plus tard des Confessions de Saint Augustin, que le jeune Heidegger a pris conscience, parce qu'il l'avait ressenti, lui-même, de l'importance du sentiment d'inquiétude chez le chrétien ainsi que du comportement soucieux qu'elle implique . Inquiétude d'autant plus forte que la vie du chrétien ne s'oriente pas, selon ses propres découvertes, sur des représentations ou des visions objectives;  elle embrasse au contraire l'indétermination du contenu même de la foi. Cette incertitude, voire cette détresse, vécues comme faiblesse et vulnérabilité extrêmes, ouvrent la possibilité d'une « effectuatio » dans la Grâce, témoin de la puissance divine écrit Sophie-Jan Arrien.
1. La vie des premiers chrétiens est tout entière dominée par l'attente inquiète, le « seigneur arrivera comme un voleur » (1Th, 5,2-3).
Vigilance et inquiétude devant l'indétermination de la Parousie, du jugement. Le croyant vit dans l'insécurité, il doit se tenir constamment prêt et se maintenir dans un temps « kairologique » sans prise sur le futur, qui échappe au pouvoir de l'homme. Ce qui est décisif c'est l'inquiétude pour l'être du Soi et c'est ce trait qui sera retenu et élargi ontologiquement par Heidegger comme première forme du Souci Bekümmerung .
2. Avec Saint Augustin, dans les Confessions, Heidegger découvre d'autre part, les périls auxquels se confronte la préoccupation soucieuse pour l'être du Soi : : la dispersion dans le multiple, les tentations du monde, l'orgueil.

### Du thème du péché à l'«être-déchu» du Dasein

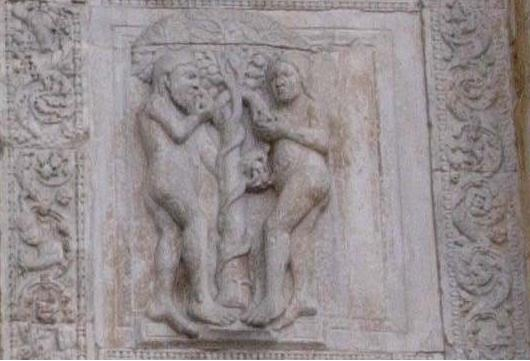
Le péché originel-Verone

C'est sous l'impulsion énergique de Luther à travers ses thèses sur le péché originel que Heidegger approfondit l'essence du Dasein, en tant qu'être « dévalé » (déchu), au sein du monde, l'« être-au-monde » ainsi que les traits caractéristiques de sa « mobilité » qu'il avait repéré dans les (Confessions) de  Saint Augustin. Ainsi les mouvements sensibles de la vie (poursuite, recul, répulsion, fuite devant soi-même, choix du monde) propres à la « disposition affective »  Befindlichkeit, pré-théorique sont largement inspirés des analyses luthériennes. Le travail de conceptualisation phénoménologique appuyé sur les tribulations du chrétien transparaît dans Etre et Temps, à travers  les concepts de  déchéance, de responsabilité-culpabilité  Schuld, de Finitude, de fuite Flucht, de mobilité Bewegtheit etc. C'est ainsi que l'analyse débouche sur de nouveaux concepts qui constituent des moments privilégiés du mode d'être du Dasein tels que être-jeté, être-en-faute, être-vers-la-mort.

#### Le péché comme dévalement dansÊtre et Temps
Dans le cadre d'une métaphysique classique seul le concept de mouvement en tant que chûte Verfallen pouvait permettre au jeune Heidegger d'aborder la question du péché et de la corruption. En fait, c'est moins Luther, que les (Confessions) de  Saint Augustin qui vont lui servir de canevas. Ainsi pour l'élaboration de ses nouvelles catégories existentielles, Heidegger s'est largement inspiré des Confessions dans lesquelles il recense les périls auxquels doit faire face la préoccupation soucieuse pour le Soi.
Il relève trois modes de l'existence qui pouvant causer sa perte, vont être transposés dans l'« analyse existentiale » du Dasein: la dispersion, les tentations du monde, l'orgueil. 
1. La dispersion dans le multiple, à l'opposé du retour sur soi, qui apparaît comme une tendance fatale de la vie.
2. La tentation qui comportent la concupiscence et la curiosité effrénée pour le nouveau.
3. L'orgueil qui traduit un souci de Soi mal placé et inauthentique.

#### Le péché comme état naturel
Avec Luther, le péché n'est plus perçu comme un manque, ni une comme une simple défaillance morale relevant du comportement humain, mais son véritable « noyau » , son essence d'où cette conviction que l'homme est dans l'incapacité à œuvrer, par lui-même, à son salut. Luther pousse à ces limites extrêmes le débat, sur les capacités de l'homme, qui avait enflammé, les premiers siècles avec le Pélagianisme  où était impliqué Saint Augustin. C'est sur la base de cette thèse extrême, que va être bâtie la célèbre distinction entre « théologie de la gloire » et « théologie de la croix »  qui tiendra une si grande place dans la doctrine du Réformateur et notamment dans les principales thèses de la « Controverse de Heidelberg » de 1518.
En tant qu'il nomme la mobilité fuyante de l' « être-là », le péché est dorénavant pensé comme un concept de l'existence, « Existenzbegriff », quasiment un existential dans le langage heideggerien , donc une corruption essentielle.
Chez Luther la corruption assimilée au péché  et au néant, qui occupe une place « exorbitante », par la radicalité de sa démarche. va pour Heidegger constituer le pendant religieux du concept existential de la « déchéance », Verfallen . Afin de provoquer le changement radical de l'« homme naturel », il faut réduire à néant sa concupiscence, l'amener à reconnaître sa radicale dépendance devant Dieu, être Néant devant lui, pour renaître. Heidegger lui emboîtera pour ainsi dire le pas, par la négation de tout rôle attribué à la volonté dans son concept de « Résolution anticipante ».

### De l'«être-déchu» à sa complète nihilité

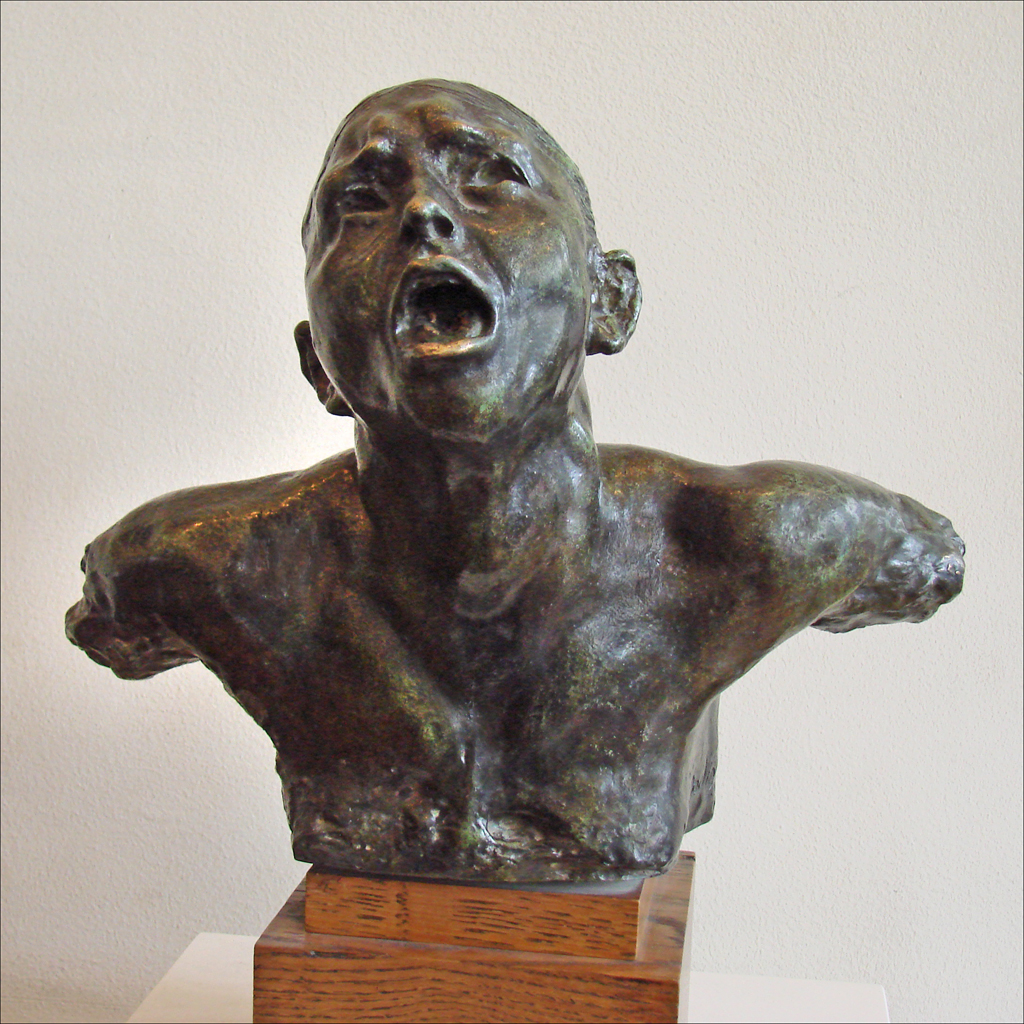
Le Cri d'Auguste Rodin (musée Rodin) (6215583946)

Luther amplifie absolument toutes les occasions de la perte de l'homme recensées dans la triple concupiscence  d' Augustin .
Ainsi pour le Réformateur, l'état de péché est permanent, il n'est pas un mode détachable ou modifiable par les seules œuvres de l'homme ; celui-ci est absolument dépendant et donc « nihil » devant Dieu. C'est une position traditionnelle que cette assimilation du péché au néant mais Luther y rajoute l'enfermement de l'homme dans son état de péché qui implique la perte du lien avec Dieu ( la grâce).

Heidegger retiendra cette analyse de l'abyssale « vacuité » ( nihilité )  de l'être humain qu'il interprétera comme Finitude et éloignement, « vérouillement», retrait ou encore oubli de l'Être. Le Dasein    exposé à l'Être n'a pas plus de consistance que le chrétien devant la face de Dieu, aucune de ses œuvres n'est capable de lui donner en propre une once de densité.
Luther voit, selon l'« œuvre mystérieuse » de Dieu l'être de l'homme accroché au monde alors qu'il ne doit rien en attendre . Dieu jette l'homme dans la tribulation pour le sauver par la croix et la passion,.
L'homme en tant que créature, l'homme extérieur, est anéanti par Dieu mais cette altération s'accompagne intérieurement de l'« œuvre propre » de Dieu qui assure mystérieusement le renouvellement de l'esprit de jour en jour pour une renaissance

### De la parenté des notions
L'influence de Luther sur la pensée du philosophe est manifeste à travers les couples de notions apparentées que l'on peut constituer: 
- la corruption correspond à l'idée de dévalement, ou de déchéance.
- l'enfermement dans le péché évoque la situation de « vérouillement» de l'être-déchu, incapable de s'extraire par ses propres forces du "On", de la quotidienneté.
- la « théologie de la gloire », celle du Dieu cause première se fonde sur la métaphysique aristotélicienne comme l'ontologie du monde que combat Heidegger.
- l'« être-disposé » à recevoir la grâce rappelle l'« être-là » à l'écoute de l'Être.
- le péché originel fournit la première figure de l'être-en-faute ou en dette, caractère permanent du « péché=néant » qui constitue l'essence de l'homme au même titre que la nihilité existentiale de l' « être-en-projet »[23].
- l'« aversio Déi » est fuite devant Dieu que Heidegger transpose en fuite devant son être en propre. Dans l'« aversio Déi », nous retrouvons ce mouvement dans la fuite, comme inhérente au monde quotidien et déchéant de l'« être-là » dispersé dans le monde[24].

## La voie du Salut
Chez Luther l'écoute a une fonction primordiale, la Grâce chez l'un, de la « Voix de la conscience » débouchant sur la « Résolution anticipante », chez l'autre
De même qu'en Luther et Kierkegaard, Heidegger reconnaît en saint Augustin l'un des grands explorateurs chrétiens de la Selbstwelt qui postule que tout part et tout revient au monde propre.
Heidegger note que la vision eschatologique qui ressort de la première Épître aux Thessaloniciens délaisse la conception traditionnelle d'une attente de la fin des temps pour l'éveil à l'imminence du retour du Seigneur, jetant le chrétien dans la facticité, l'endurance et l'incertitude. C'est cette lecture qui a conduit Luther à s'opposer violemment à Aristote.
Luther amplifie résolument toutes les occasions de la perte de l'homme, recensées dans la triple concupiscence d'Augustin.

### La voie du Salut luthérienne

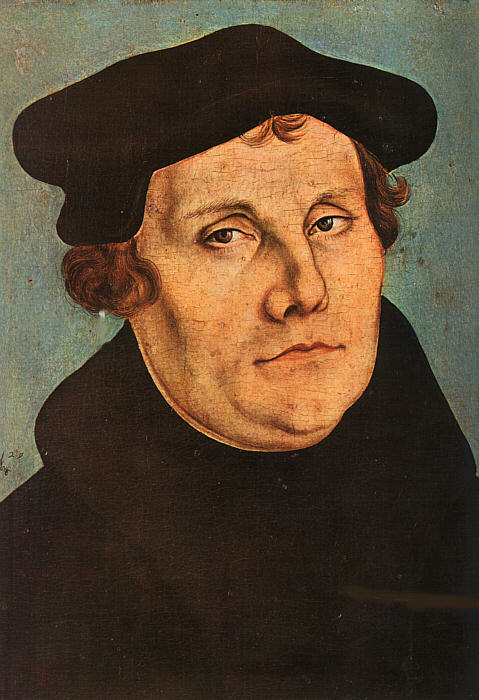
Martin Luther

Selon le Réformateur, la manière de parler de Paul (Épître aux Romains) est à l'opposé de celle qui correspondrait à l'ordre métaphysique et moral des scolastiques.
- Avec son interprétation de « Romains I » l'effort de Luther vise à « amplifier et à accroître le règne du péché »  , à l'ériger, de manière que toute justice et toute sagesse humaine soient détruites, pour magnifier l' « œuvre propre de Dieu »[N 7]  pour faire place à la grâce. La  « Déconstruction » heideggerienne de l'aristotélisme  apparaîtra comme une conceptualisation de la théologie paulinienne à travers le prisme luthérien note Christian Sommer[N 8].
- La théologie « théocentrique » et « anti-humaniste » de Luther, donne le rôle prépondérant à la grâce en détruisant toute capacité humaine, toute auto-référentialité. Avec la doctrine de la Prédestination, Die Vorherbestimmungslehre la figure classique de l'homme s'effondre.
- L'homme ne peut rien ajouter à son état de créature.
- Enfin, contrairement à la pensée scolastique, c'est « l'homme qui est enlevé, retiré et le péché laissé sur place », l'homme est pour ainsi dire retranché du monde du péché[26]. Ce lieu du péché duquel l'homme est arraché par la grâce, c'est le monde, dans lequel l'homme est d'abord jeté dans la tribulation pour être sauvé par la « Croix et la Passion » (theologia crucis)[27], dans l'« œuvre mystérieuse » de Dieu. Luther radicalise la distinction paulinienne de l'homme extérieur et de l'homme intérieur, le premier devant être anéanti pour le salut du second.

De ces thèses majeures Heidegger retiendra pour son propos :
- la fragilité puis l'effondrement de la figure humaine devant l'angoisse et la perspective de la mort[28].
- l'espoir que ce qui nous détruit peut aussi nous sauver et nous enrichir, ainsi de la mobilité qui nous fait passer dans l'angoisse justement de l'« inauthenticité » à l'« authenticité »,
- la notion de « Facticité » Faktizität qui est à mettre en liaison avec la notion d'« être-jeté »

### La voie du Salut heideggerienne
Chez Heidegger, la description des mouvements sensibles de la vie, (poursuite, recul, répulsion, effroi, fuite, angoisse, décision) propres à la disposition affective Befindlichkeit, pré-théorique, est largement inspirée des analyses de saint Augustin et de Luther, quant à la tribulation de l'existence humaine, à sa situation d'apatride, à la différence près que nous sommes ici dans des analyses profanes où la question de Dieu n'est pas posée.
Le « vérouillement»  de « l'être-là », déchu dans le tourbillon mondain, son incapacité à s'en extraire par lui-même (par sa volonté), demande pour être brisé, l'irruption de quelque chose qui pourra jouer le rôle que joue le divin chez Luther, quelque chose d'extrême, de quasiment eschatologique pour l'être humain, sur lequel l'homme n'a aucune prise, et qui ne peut être pour Heidegger, que « la mort et son devancement »..
À travers la « conscience authentique de la mort »
que la « |voix de la conscience » va se charger de ramener l'existant perdu dans le « On », à son être même, en l'invitant à l'assumer dans sa finitude radicale, c'est-à-dire dans sa vérité.
Cette advocation spontanée, interpelle le Dasein, afin qu'il assume les possibilités insignes de son existence dans sa situation d'être-jeté, « sans fondement ». Il est invité par l'appel à quitter le refuge factice du « On », du « non choix » de lui-même, pour revenir à la vérité de son être, à ce qui lui est intrinsèquement propre, personnel, et à assumer sa propre négativité d'être-jeté.
Ce qui appartient en propre, ce qui est visé, n'a pas le sens d'un contenu à remplir, mais d'une manière de vivre le monde, Weise, une manière qui aurait été perdue dans le dévalement auprès des choses, dans le monde, souligne Jean-François Marquet. Or ce dévalement a paradoxalement, pour Heidegger, « le caractère d'une fuite », qui ne peut être qu'une fuite (voir Être et Temps SZ p. 184) devant le soi-même,  par conséquent le mouvement inverse ne sera pas celui d'un retour vers le lieu d'une plénitude perdue mais autre chose, « la conquête d'une liberté compromise dans le « On » ».

#### La voie du salut passe par l'isolementVereinzelungpréalable
À l'image de Luther, Heidegger distingue une sorte d'état naturel, un destin, qui serait non plus l'immersion dans le péché mais cette immersion dans la banalité du « On », correspondant à la Geworfenheit, l'être-jeté au milieu des  préoccupations mondaines, dont il conviendrait pour le Dasein de se dépendre. Heidegger pour décrire cet égarement fait appel à la notion de tourbillon, tourbillon qui empêche l'« être-là » d'accéder à son excellence propre, son Eigenlichkeit jusque-là verrouillée et refoulée.
Avec l'angoisse qui sépare Vereinzelung, et l'anticipation de la mort, l'orientation de la vie et le souci Besorgen vont s'inverser, passant des préoccupations mondaines vers l'être de l'« être-là »; le Dasein se libère de ses contingences, en s'isolant absolument, et, saisissant sur fond de néant ses possibilités propres, il manifeste une fidélité à son propre soi, fidélité qui définit l'« existence libre ». C'est cette liberté recouvrée qui va constituer pour Heidegger, la modalité philosophique du salut.

#### L'héroïcité du salut heideggérien
Si Luther ainsi que Heidegger, prennent appui sur une même conception de la  « nihilité » du Dasein humain et le constat de l'insignifiance du monde, dont il faut pour son salut extraire l'être humain, leur vision du salut différent  Pour le premier il s'agit de s'en remettre en toute confiance à la grâce divine qui aura pour effet de nous rendra juste aux yeux de Dieu.
Dans l'appel silencieux de la conscience l'être-là est simplement convoqué à son pouvoir d'être lui-même . Cet appel amical par lequel se manifeste la voix de la conscience et qui vise à nous rendre libre de nos choix, s'accompagne par ailleurs du réveil de l' Unheimlichkeit c'est-à-dire du sentiment d'exil et de l'inquiétante étrangeté qui dort le plus souvent caché dans le bavardage mondain.
On voit que cette liberté loin de toute quiétude se présente comme une ouverture par laquelle l'être sans fond de l'existence s'expose dans l'angoisse mais aussi selon Jean-Luc Nancy avec la joie d'être sans lieu et sans fond tout en entier dans la jouissance de l'être-au-monde  .